# 橡樹岸 (加利福尼亞州)
橡樹岸（英語：Oak Shores）是位於美國加利福尼亞州聖路易斯-奧比斯保縣的一個人口普查指定地區。

## 地理
橡樹岸的座標為35°46′08″N 120°58′44″W / 35.76889°N 120.97889°W，而該地最高點為海拔高度553米（即1814英尺）。

## 人口
根據2010年美國人口普查的數據，橡樹岸的面積為13.119平方千米，均為陸地。當地共有人口337人，而人口密度為每平方千米25人。